# Willi Koska
Willi August Werner Koska (* 9. Januar 1902 in Berlin; † 4. Mai 1943 in der UdSSR) war ein deutscher Politiker (KPD).
Koska besuchte von 1908 bis 1916 die Volksschule. Von 1916 bis 1920 absolvierte er eine Lehre als Dreher. Seit 1916 gehörte er der Gewerkschaft an und seit 1917 war er in der proletarischen Jugendbewegung tätig. 1919 wurde er Bezirksverordneter in Berlin. 1921 schloss er sich der Kommunistischen Partei Deutschlands (KPD) an. Neben seiner Funktionärstätigkeit als Leiter der Roten Hilfe (RHD),  gehörte Koska von 1932 bis 1933 als Abgeordneter seiner Partei für den Wahlkreis 18 „Westfalen Süd“ dem Reichstag an.
Nach der nationalsozialistischen „Machtergreifung“ wurde er im Juli 1933 in einem Restaurant am Bahnhof Friedrichstraße verhaftet und nach Verhören durch die Geheime Staatspolizei in ein Berliner Krankenhaus eingeliefert. Von dort konnte er fliehen und sich nach Paris absetzen, wo er die Auslandsvertretung der RHD leitete.
Ab 1935 lebte Koska in der UdSSR. 1937 wurde er im Rahmen der Stalinschen Säuberungen verhaftet und 1943 ermordet.